# Michael Mann
Pour les articles homonymes, voir Michael Mann (sociologue), Michael E. Mann et Michael Thomas Mann.
Michael Mann [ˈmaɪkəl mæn] est un réalisateur, scénariste et producteur américain né le 5 février 1943 à Chicago dans l'Illinois.
Il a étudié à l'université du Wisconsin à Madison et est sorti diplômé de la London International Film School. Pour son travail, il a reçu des nominations d'organisations internationales   comme la British Academy of Film and Television Arts et l'Academy of Motion Picture Arts and Sciences.

## Biographie
Michael Kenneth Mann est natif d'Humboldt Park, un quartier ouvrier de Chicago. Ses parents Esther et Jack Mann sont des Juifs européens qui tenaient une épicerie dans Budlong Woods. Après l'école secondaire, Mann va étudier quatre ans à l'université du Wisconsin à Madison où il obtient son baccalauréat universitaire des lettres.
En 1965, il déménage à Londres où il passera sept ans. Il étudie à la London Film School et travaille dans la publicité avec Alan Parker, Ridley Scott ou Adrian Lyne. En mai 68, il vient à Paris pour réaliser un court documentaire sur les événements, baptisé Insurrection, au cours duquel il interviewe Daniel Cohn-Bendit, Alain Geismar ou Alain Krivine. Le documentaire sera diffusé lors de l'émission First Tuesday de la NBC. Il développera ensuite ses impressions soixante-huitardes dans un « petit court-métrage abstrait », Jaunpuri, qui gagnera le prix du jury au festival de Cannes en 1970.

### Années 1970-1980: révélation télévisuelle
Il rentre en 1971 aux États-Unis pour y tourner son troisième documentaire en forme de road movie intitulé 17 Days Down the Line et sorti en 1972. Trois ans plus tard, le scénariste Robert Lewin lui donne l'occasion d'apprendre l'écriture de scénario pour la télévision. Mann écrit plusieurs épisodes de Vega$ ou Starsky et Hutch. Son premier long métrage est le téléfilm Comme un homme libre. Avec James Caan comme acteur principal et producteur, il signe ensuite le polar Le Solitaire, sélectionné au Festival de Cannes 1981. Il enchaîne sur un ambitieux film fantastique, La Forteresse noire qui va subir plusieurs coupes au montage et souffrira de la mort de son responsable des effets spéciaux. Les musiques de ces deux films sont signées Tangerine Dream.
Dans les années 1980, il participe à la production des séries Deux flics à Miami et Police Story. Ce succès à la télévision lui permet de réaliser une adaptation du best-seller de Thomas Harris Dragon Rouge, intitulée Le Sixième Sens. Relativement éloigné de l'œuvre originale, ce polar psychologique est un nouvel échec en salles.

### Années 1990-2000: confirmation cinématographique

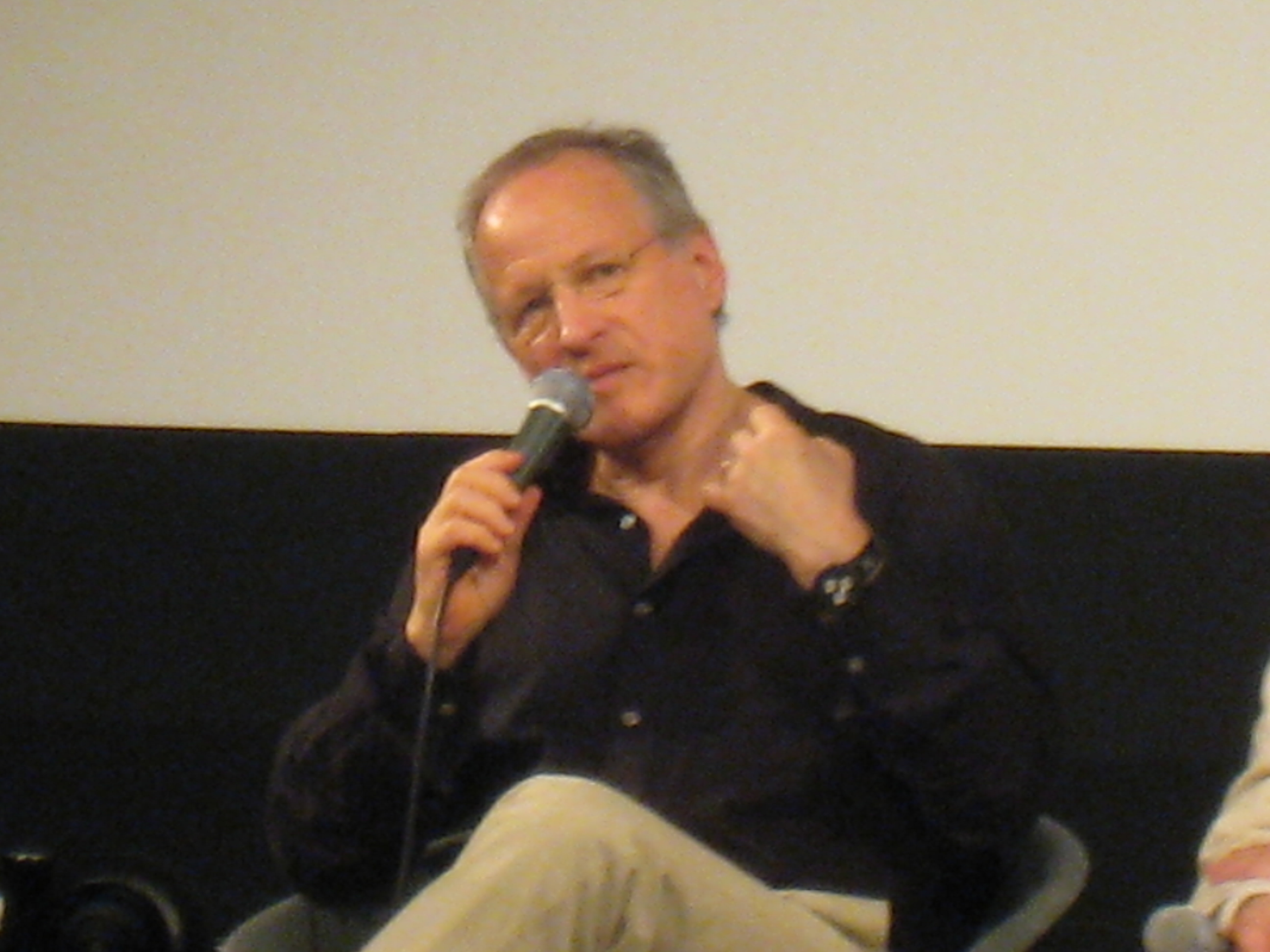
Lors d'une masterclass à la Cinémathèque Française en 2009.

À partir des années 1990, Michael Mann se consacre exclusivement au cinéma. Il signe alors trois œuvres très remarquées, le film historique Le Dernier des Mohicans, le polar Heat (remake de son téléfilm L.A. Takedown) et le film-dossier Révélations, sujets à une grande admiration de la part de nombreux cinéphiles comme cinéastes.
Après Ali, biopic consacré au boxeur Mohamed Ali, qui déçoit commercialement, et ne parvient pas à retrouver les sommets critiques de ses précédentes œuvres, il accepte de reprendre un projet de polar, Collatéral. Ce film est porté par Tom Cruise dans un rôle à contre-emploi de tueur à gages impitoyable, alors qu'il n'avait jamais interprété d'antagoniste jusqu'à présent. Bien qu'il n'en ait pas signé le scénario, c'est son plus grand succès au box-office à ce jour. Ce projet lui permet d'expérimenter sur plusieurs séquences la vidéo HD avec une nouvelle caméra numérique, la Thomson Grass Valley Viper Film Stream.
Pour son film suivant, il opte pour un retour aux sources, tout en s'inscrivant dans la vague de remakes de l'époque, avec l'adaptation cinématographique de la série qu'il a produite dans les années 1980, Deux flics à Miami, intégralement tourné en numérique. Le tournage, émaillé de nombreux soucis, fera grimper le budget, qui est à peine remboursé au box-office international, tandis que l'accueil dans les salles de cette œuvre, ambitieuse et éloignée du matériau original, est très mitigé.
Mann reste dans le polar urbain pour son projet suivant : en 2009, il écrit et réalise un film consacré au gangster John Dillinger, Public Enemies, porté par la présence des stars Johnny Depp et Marion Cotillard en têtes d'affiche. Il parvient ainsi à renouer avec la critique et le public.

### Années 2010: diversification

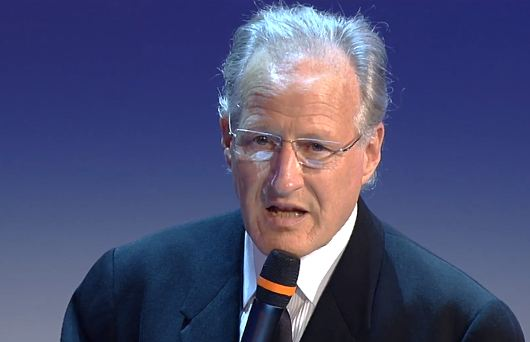
Le cinéaste à la Mostra de Venise 2012.

En 2011, il produit le premier long-métrage de sa fille Ami Canaan Mann, Killing Fields, un échec critique et commercial. Parallèlement, il prépare son grand retour à la télévision, en mettant en scène et en produisant le pilote d'une série télévisée pour la chaîne HBO. Consacré au monde de la course hippique, la série Luck est écrite par le scénariste de télévision David Milch, mais connait une production houleuse. La mort de chevaux sur le tournage conduit officiellement à l'arrêt de la série au terme d'une courte première saison.
En 2012, année de diffusion de la série, Mann est le Président du jury de la Mostra de Venise 2012, qui s'est tenue du 29 août au 8 septembre,. Le jury donna le Lion d'or au drame difficile et controversé Pieta. Michael Mann récompensa ses compatriotes (meilleur acteur pour Philip Seymour Hoffman et Joaquin Phoenix et le Lion d'argent pour Paul Thomas Anderson) pour The Master.
Il faudra attendre quatre ans pour le voir revenir au cinéma. Ce sera pour réaliser le thriller informatique Hacker, dont le tournage débute en mai 2013. Chris Hemsworth est la tête d'affiche et y incarne un hackeur emprisonné qui est libéré pour collaborer avec le FBI. Prévu pour 2015, ce film marque son retour comme réalisateur 6 ans après Public Enemies. Le thriller moderne déçoit avec un box-office catastrophique et la presse la plus mauvaise de sa carrière.
Le 24 août 2015, le site américain Deadline annonce que le cinéaste réalisera un biopic sur Enzo Ferrari intitulé sobrement Ferrari avec l'acteur Christian Bale pour incarner le « Commandatore ». Le film sera une adaptation du livre de Brock Yates Enzo Ferrari : l'homme, les voitures, les courses et son scénario se déroulera en 1957, un an après la mort tragique du fils d’Enzo Ferrari, Dino, à 24 ans. Une période sombre, marquée par le deuil pour le pilote et industriel italien, qui faillit alors tout arrêter. Cependant, le projet est abandonné quand les droits du livre sont finalement cédés à Legendary Entertainment, qui décide d'adapter le récit en série télévisée. Christian Bale rejoint alors le projet Ford v. Ferrari, développé à partir de février 2018 par James Mangold.
En 2017, Michael Mann apparait dans le film documentaire de Jean-Baptiste Thoret, We Blew It.
Début avril 2018, il est annoncé que Mann travaille sur un polar retraçant la vie d'un criminel d'envergure internationale, Paul Calder Le Roux. Il écrit la préface du livre d'Elaine Shannon qui retrace l'itinéraire de Le Roux.

### Années 2020
En 2020, Michael Mann dirige le pilote de la série Tokyo Vice qui est diffusée à partir du 7 avril 2022.
Lors d'une interview de juillet 2021, il confirme qu'il continue à développer son projet de film sur Enzo Ferrari.
En novembre 2021, Michael Mann annonce qu'il a écrit un roman qui reprend les personnages de son film Heat et qu'il sera publié en août 2022 (Heat 2). Il a l'intention d'adapter son roman au cinéma ou sous forme de série télévisée.
En juillet 2022, il commence le tournage de Ferrari, film biographique sur Enzo Ferrari avec Adam Driver et Penélope Cruz dans les rôles principaux,.
En octobre 2025, Michael Mann recevra le dix septième prix Lumière à Lyon

## Filmographie

### Réalisateur

#### Cinéma
- 1968 : Insurrection (court documentaire)
- 1971 : Jaunpuri (court-métrage)
- 1972 : 17 days down the line (court documentaire)
- 1981 : Le Solitaire (Thief) (aussi connu sous le titre Violent Streets)
- 1983 : La Forteresse noire (The Keep)
- 1986 : Le Sixième Sens (Manhunter)
- 1992 : Le Dernier des Mohicans (The Last of the Mohicans)
- 1995 : Heat
- 1999 : Révélations (The Insider)
- 2001 : Ali
- 2004 : Collatéral (Collateral)
- 2006 : Miami Vice : Deux Flics à Miami (Miami Vice)
- 2009 : Public Enemies
- 2015 : Hacker (Blackhat)
- 2023 : Ferrari
- Prochainement : Heat 2

#### Télévision
- 1978 : Vegas (Vega$), série (également créateur)
- 1979 : Comme un homme libre (The Jericho Mile), téléfilm
- 1987 : Les Incorruptibles de Chicago (Crime Story), épisode Top of the World
- 1989 : L.A. Takedown, téléfilm (son long métrage Heat en est un remake)
- 2011 : Luck, série TV (1er épisode)
- 2022 : Tokyo Vice, série TV (1er épisode)

### Producteur

#### Cinéma
- 1981 : Le Solitaire (Thief)
- 1986 : Le Mal par le mal (Band of the Hand) de Paul Michael Glaser
- 1992 : Le Dernier Des Mohicans (The Last of the Mohicans)
- 1995 : Heat
- 1999 : Révélations (The Insider)
- 2001 : Ali
- 2003 : Baadasssss! de Mario Van Peebles
- 2004 : Collatéral (Collateral)
- 2004 : Aviator (The Aviator) de Martin Scorsese
- 2006 : Miami Vice : Deux Flics à Miami (Miami Vice)
- 2007 : Le Royaume (The Kingdom) de Peter Berg
- 2008 : Hancock de Peter Berg
- 2009 : Public Enemies
- 2015 : Hacker (Blackhat)
- 2019 : Le Mans 66 (Ford v Ferrari), James Mangold

#### Télévision
- 1984-1990 : Deux flics à Miami (producteur délégué)
- 1986-1988 : Les Incorruptibles de Chicago (Crime Story) (producteur délégué)
- 1989 : L.A. Takedown
- 1990 : Drug Wars: The Camarena Story
- 2002 : Los Angeles : Division homicide (Robbery Homicide Division) (producteur délégué)
- 2011-2012 : Luck (producteur délégué)
- 2022 : Tokyo Vice (producteur délégué)

### Scénariste

#### Cinéma
Michael Mann est scénariste de tous les films qu'il a réalisés, à l'exception de Collatéral (écrit par Stuart Beattie), Hacker (écrit par Morgan Davis Foehl) et Ferrari (écrit par Troy Kennedy Martin).
- 1978 : Le Récidiviste d'Ulu Grosbard

#### Télévision
- 1975 : Starsky et Hutch (Starsky and Hutch) - saisons 1 et 2
- 1984 : Deux Flics à Miami (Miami Vice) - saison 1
- 1989 : L.A. Takedown
- 1990 : Drug Wars: The Camarena Story

### Romancier
- 2022 : Heat 2, en collaboration avec Meg Gardiner.

## Box-office
| Film                                   | Budget        | États-Unis    | France            | Monde         |
| -------------------------------------- | ------------- | ------------- | ----------------- | ------------- |
| Comme un homme libre (1981)            | 1 100 000 $   | NC            | 89 528 entrées    | NC            |
| Le Solitaire (1981)                    | 5 500 000 $   | 11 492 915 $  | 156 026 entrées   | NC            |
| La Forteresse noire (1983)             | 6 000 000 $   | 4 218 594 $   | 289 393 entrées   | NC            |
| Le Sixième Sens (1986)                 | 14 000 000 $  | 8 620 929 $   | 147 354 entrées   | NC            |
| Le Dernier des Mohicans (1992)         | 40 000 000 $  | 75 505 856 $  | 1 241 932 entrées | 142 505 856 $ |
| Heat (1995)                            | 60 000 000 $  | 67 436 818 $  | 1 434 256 entrées | 187 436 818 $ |
| Révélations (1999)                     | 68 000 000 $  | 29 089 912 $  | 398 951 entrées   | 60 289 912 $  |
| Ali (2001)                             | 107 000 000 $ | 58 203 105 $  | 1 035 360 entrées | 87 812 729 $  |
| Collatéral (2004)                      | 65 000 000 $  | 101 005 703 $ | 1 451 877 entrées | 220 926 695 $ |
| Miami Vice : Deux Flics à Miami (2006) | 135 000 000 $ | 63 450 470 $  | 1 576 194 entrées | 164 231 296 $ |
| Public Enemies (2009)                  | 100 000 000 $ | 97 104 620 $  | 1 537 488 entrées | 214 104 620 $ |
| Hacker (2015)                          | 70 000 000 $  | 8 005 980 $   | 144 413 entrées   | 19 652 057 $  |

- Légendes : Budget (entre 1 et 10 M$, entre 10 et 100 M$ et plus de 100 M$), États-Unis (entre 1 et 50 M$, entre 50 et 100 M$ et plus de 100 M$), France (entre 100 000 et 1 M d'entrées, entre 1 et 2 M d'entrées et plus de 2 M d'entrées) et monde (entre 1 et 100 M$, entre 100 et 200 M$ et plus de 200 M$).

## Distinctions
Festival de Cannes 1981
- En compétition pour la Palme d'or pour Le Solitaire

Oscar 2000
- Nomination à l'Oscar du meilleur réalisateur pour Révélations
- Nomination à l'Oscar du meilleur scénario adapté (partagé avec Eric Roth) pour Révélations
- Nomination à l'Oscar du meilleur film pour Révélations

Oscar 2005
- Nomination à l'Oscar du meilleur film pour Aviator de Martin Scorsese

Mostra de Venise 2023
- En compétition pour le Lion d'or pour Ferrari

Festival Lumière 2025 :
- Récipiendaire du dix-septième Prix Lumière[17]